# Paralastor elegans
Paralastor elegans är en stekelart som beskrevs av Perkins 1914. Paralastor elegans ingår i släktet Paralastor och familjen Eumenidae. Inga underarter finns listade i Catalogue of Life.